# Straszny dwór
Straszny dwór (en polonès, La casa embruixada) és una òpera en quatre actes amb música de Stanisław Moniuszko i llibret en polonès escrit per Jan Chęciński. Es va estrenar al Teatre Wielki de Varsòvia el 28 de setembre de 1865.
Malgrat ser una òpera tant romàntica com còmica, té un fort contingut patriòtic polonès, que la va fer molt popular entre el públic polonès i molt impopular – fins al punt de ser prohibida – per les autoritats russes que controlaven la major part de Polònia durant aquesta època.
És considerada la millor òpera de Moniuszko, i també la millor de totes les òperes poloneses del segle xix. No obstant això, és en gran manera desconeguda fora de Polònia.

## Argument
Els germans Stefan i Zbigniew tornen al costat del seu servent Maciej de la guerra. Mentre gaudeixen de la festa de comiat al costat dels seus companys del front, tots dos juren mantenir-se solters la resta de la seva vida, amb la finalitat de poder lluitar en les properes guerres sense deixar a les seves esposes a casa. Una vegada que tornen a casa amb la família, el seu somni es veu truncat amb l'arribada de la tia Czesnikowa, que té previst casar als seus nebots amb dues noies. Aquests es neguen i li informen de la promesa que han realitzat. Czesnikowa visita a Miecznik, vell amic del seu pare, i coneix a Hanna i a Jadwiga, les seves dues filles. Sent conscient de la bellesa d'ambdues joves, Czesnikowa decideix allunyar a Stefan i a Zbigniew d'elles, explicant-los que la casa en la qual elles viuen està embruixada.

## Personatges
| Personatge                                     | Tessitura    | Repartiment de l'estrena,28 de setembre de 1865 |
| ---------------------------------------------- | ------------ | ----------------------------------------------- |
| Miecznik, el portaespases                      | baríton      | Adolf Kozieradski                               |
| Hanna, filla de Miecznik i germana de Jadwiga  | soprano      | Bronislawa Dowiadowska-Klimowiczowa             |
| Jadwiga, filla de Miecznik i germana de Hanna  | mezzosoprano | Józefa Chodowiecka-Hessowna                     |
| Stefan, un hússar i germà de Zbigniew          | tenor        | Julian Dobrski                                  |
| Zbigniew, un hússar i germà de Stefan          | baix         | Wilhelm Troszel                                 |
| Cześnikowa, tia de Stefan i Zbigniew           | contralto    | Honorata Majeranowska                           |
| Maciej, criat de Cześnikowa i la seva família  | baríton      | Ján Koehler                                     |
| Skołuba, principal criat de Miecznik i guardià | baix         | Józef Prohaska                                  |
| Pa Damazy, un advocat cursi                    | tenor        | Józef Szczepkowski                              |
| Marta, majordoma                               | mezzosoprano |                                                 |
| Grześ, un jornaler                             | baríton      |                                                 |
| Dona gran                                      | mezzosoprano |                                                 |
| Chłopiec                                       | paper parlat |                                                 |